# Sunisa Lee
Sunisa Lee (conocida como Suni Lee; Saint Paul, 9 de marzo de 2003) es una deportista estadounidense que compite en gimnasia artística.
Participó en dos Juegos Olímpicos de Verano, obteniendo seis medallas, tres en Tokio 2020, oro en el concurso individual, plata en la prueba por equipos (junto con Simone Biles, Jordan Chiles y Grace Mc Callum) y bronce en las barras asimétricas, y tres en París 2024, oro por equipos (con Simone Biles, Jade Carey, Jordan Chiles y Hezly Rivera) y bronce individual y en las barras asimétricas..
Ganó tres medallas el Campeonato Mundial de Gimnasia Artística de 2019, oro en el concurso por equipos, plata en suelo y bronce en las barras asimétricas.
Aparte de su carrera deportiva, participó en la temporada 30 del concurso de televisión Dancing with the stars. Estuvo emparejada con el bailarín Sasha Farber y fueron eliminados en las semifinales.

## Palmarés internacional
| Juegos Olímpicos   | Juegos Olímpicos     | Juegos Olímpicos  | Juegos Olímpicos     |
| Año                | Lugar                | Medalla           | Prueba               |
| ------------------ | -------------------- | ----------------- | -------------------- |
| 2020               | Tokio (Japón)        | Medalla de oro    | Concurso individual  |
| 2020               | Tokio (Japón)        | Medalla de plata  | Concurso por equipos |
| 2020               | Tokio (Japón)        | Medalla de bronce | Barras asimétricas   |
| 2024               | París (Francia)      | Medalla de oro    | Concurso por equipos |
| 2024               | París (Francia)      | Medalla de bronce | Concurso individual  |
| 2024               | París (Francia)      | Medalla de bronce | Barras asimétricas   |
| Campeonato Mundial |                      |                   |                      |
| Año                | Lugar                | Medalla           | Prueba               |
| 2019               | Stuttgart (Alemania) | Medalla de oro    | Concurso por equipos |
| 2019               | Stuttgart (Alemania) | Medalla de plata  | Suelo                |
| 2019               | Stuttgart (Alemania) | Medalla de bronce | Barras asimétricas   |